# 佐彼利翁
佐彼利翁 (死于公元前331年)是一名亚历山大大帝时期将领。

## 经历
佐彼利翁是亚历山大任命的色雷斯或本都总督。前331年，他率军入侵斯基泰 。
为此，他组织了一支三万人的军队。 他们沿黑海海岸进军，包围了奧里維亞。之后，奥里维亚人给予奴隶自由，外邦人公民身份，最终守住了城市 。他们还和西徐亚人结盟。Curtius Rufus称一场风暴摧毁了马其顿人的海军。 佐彼利翁缺乏补给难以继续围城，决定撤退。 撤军途中，西徐亚人的不断侵扰摧毁了他的军队。损失可能超过了前335年盖塔人和Triballi报复马其顿人的多瑙河之战。前331年冬季结束前，佐彼利翁及其军队全军覆没。
亚历山大大帝从安提帕特的来信中知道了佐彼利翁的惨败，还包括斯巴达王阿吉斯以及伊庇鲁斯王亚历山大的去世。亚历山大大帝对于对手的死亡感到更快乐。